# 欧弗利 (北达科他州)
欧弗利（英語：Overly），是美国北达科他州下属的一座城市。根据2010年美国人口普查，该市有人口18人。